# Sandra Sprünken

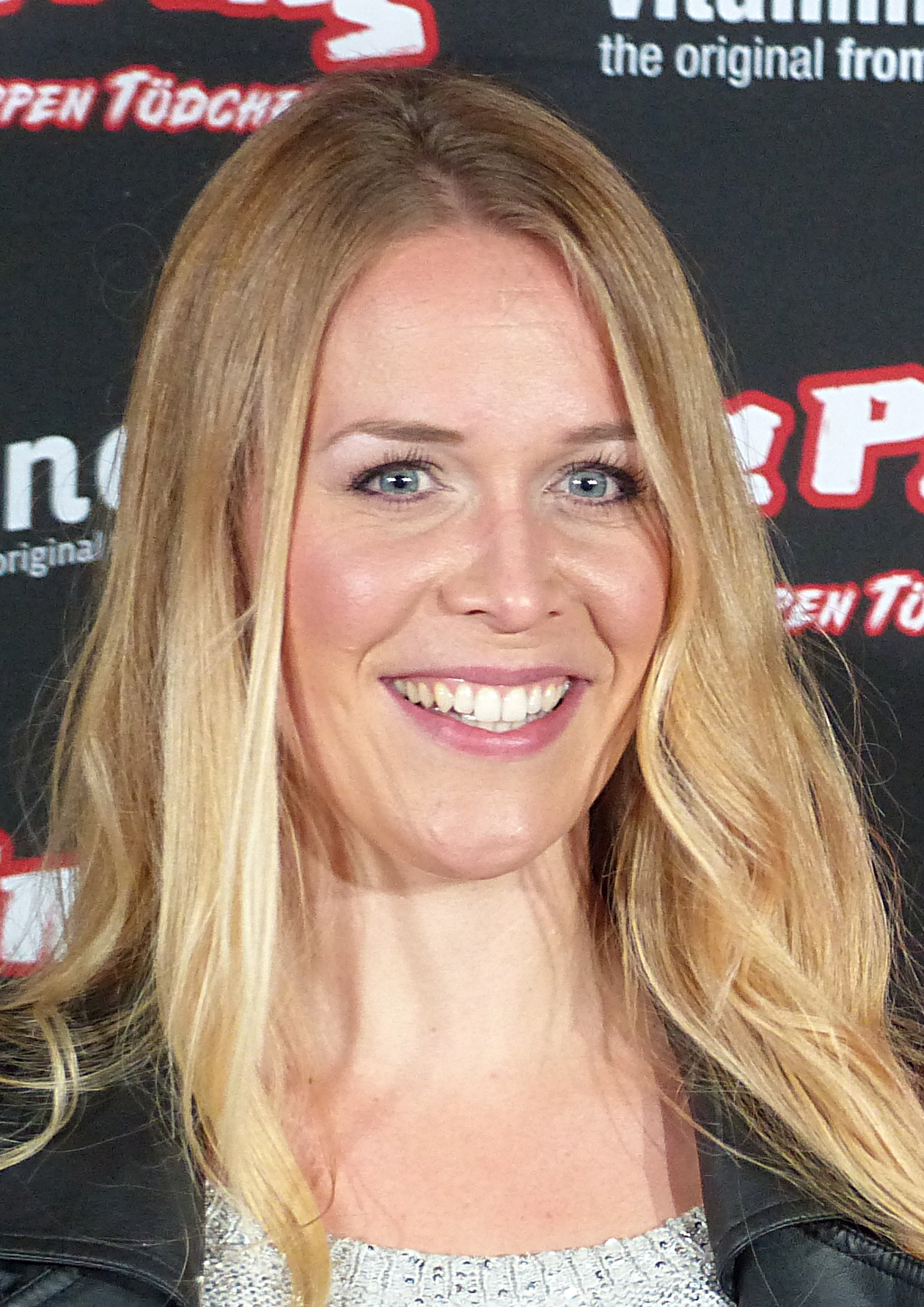
Sandra Sprünken (2013)

Sandra Sprünken (* 1985) ist eine deutsche Moderatorin, Podcasterin, Schauspielerin und Improvisationstheater-Comedienne.

## Leben und Karriere
Sprünken wurde zwischen 2004 und 2007 an der Stage School Hamburg zur Bühnen- und Musicaldarstellerin ausgebildet. Nach ihrem anschließenden Volontariat bei dem privaten Rundfunksender Radio Wuppertal moderierte sie dort drei Jahre die Morning-Show. Sie spielte außerdem in dem deutschen Spielfilm King Ping – Tippen Tappen Tödchen mit.
Für den Hörfunksender 1 Live stand sie im Oktober 2011 im Rahmen des Internationalen Köln-Comedy-Festivals, bei der 1LIVE Comedynacht im Kölner E-Werk und in der Radiocomedy Noob und Nerd auf der Bühne. Sie arbeitete als Moderatorin für das Institut für Komik, gegründet von Fernsehproduzent Ralf Günther.
Seit 2013 ist Sprünken Mitglied des Springmaus Improvisationstheaters aus Bonn und steht regelmäßig bei It's my Musical und NightWash auf der Bühne. 2025 ist sie mit ihrem Soloprogramm Mutprobe auf Tour.
Zusammen mit der Nightwash-Moderatorin Luisa Charlotte Schulz produziert Sprünken seit Mai 2021 wöchentlich den Comedy- und Selbstoptimierungspodcast „1a B-Ware“. Außerdem ist sie Redakteurin und regelmäßiger Gast des Podcasts Bratwurst und Baklava mit Bastian Bielendorfer und Özcan Coşar. Gemeinsam mit Osan Yaran nahm sie 40 Folgen für den Pod- und Videocast "1Live Stabile Nachbarn" (2024–2025) auf. Seit 2025 ist sie mit Bastian Bielendorfer im Podcast "Friends in Crime" zu hören, in dem sie skurrile Kriminalfälle besprechen.
Im Fernsehen war sie zu Gast bei 7 Tage, 7 Köpfe auf RTL, im WDR bei den Mitternachtsspitzen, in der MDR News-Show „Rumms“ und bei der Quizsendung Wer weiß denn sowas? in der ARD.
Sprünken moderiert bei Bratwurst und Baklava – Die Show das Quiz und ist in den neuen Folgen (2024) von Comedystreet eine der Protagonisten.

## Bühne
- Springmaus (seit 2013)
- It's my Musical (seit 2020)
- NightWash (seit 2023)
- Quatsch Comedy Club (2024)
- Mutprobe (Soloprogramm, 2025)[16]

## Podcast
- 1a B-Ware (mit Luisa Charlotte Schulz, seit 2018)
- 1Live Stabile Nachbarn (mit Osan Yaran, 2024–2025)
- Friends in Crime (mit Bastian Bielendorfer, seit 2025)

Gastauftritte:
- Bratwurst und Baklava (mit Bastian Bielendorfer und Özcan Cosar, regelmäßiger Gast, seit 2024)

## TV
- Wie geht? (YouTube, mit Felix Lobrecht, 2019–2021)
- Mitternachtsspitzen (WDR, 2022)
- 7 Tage, 7 Köpfe (RTL, 2022)
- Rumms! Die News Show (MDR, 2022–2023)
- Olafs Klub (Folge 37, 2023)
- Wer weiß denn sowas? (ARD, als Gast mit Luisa Charlotte Schulz, Folge 1204, 2024)
- Bratwurst und Baklava – Die Show (seit 2024)
- Comedystreet (mit Simon Gosejohann und Marco Gianni, 2024)